# CrazyGames
CrazyGames est une plateforme de jeux sur navigateur basée en Belgique et opérant dans le monde entier. Sur cette plateforme, plus de 30 millions d'utilisateurs mensuels jouent à plus de 4 500 jeux disponibles dans une variété de genres et de catégories, allant des jeux d'action aux jeux de réflexion et de sport, en passant par les jeux solo ou multi-joueurs. Sur de nombreux marchés, notamment aux États-Unis, CrazyGames est la première plateforme de jeux sur navigateur,.

## Produit
La plateforme est librement accessible via n'importe quel navigateur web. Les jeux peuvent être joués sans installation. Les utilisateurs peuvent créer un compte, mais cela est facultatif.
CrazyGames gagne de l'argent grâce aux publicités et aux achats dans les jeux, par le biais d'un partenariat avec le fournisseur de paiement intra-jeux Xsolla,.
Les développeurs de jeux peuvent soumettre leurs jeux à CrazyGames dans un librement et recevoir une part des revenus que leurs jeux génèrent,,.
La société fournit un SDK pour ajouter des fonctionnalités dans le jeu telles que des publicités, un système de sauvegarde, des comptes, des achats et plus encore. Ce SDK est disponible pour différents moteurs de jeu, notamment Unity, Cocos Creator, Godot, et d'autres,,.
Les jeux sur CrazyGames utilisent les technologies web HTML5 telles que WebAssembly, WebGL et WebGPU. Son fondateur, Raf Mertens, est un ardent défenseur de WebGPU et du potentiel de bouleversement que cette technologie représente pour le secteur des jeux occasionnels.
Pour célébrer son 10e anniversaire en octobre 2023, CrazyGames a lancé « CrazyGames Originals », une nouvelle initiative visant à développer et à héberger des jeux par navigateur originaux exclusifs à leur plateforme.

## Histoire
Les frères Raf et Tomas Mertens ont fondé CrazyGames en 2014 en tant que projet amateur. En 2015, Tomas a quitté l'entreprise pour se concentrer sur d'autres projets. En 2024, l'entreprise a rejoint la startup Zando Holdings Limited.
Depuis, l'entreprise a continué à se développer rapidement,.

## Partenaires notables
CrazyGames est partenaire du studio et éditeur de jeux canadien, Blue Wizard Digital. Shell Shocker, le jeu le plus populaire de Blue Wizard, a dépassé les 35 millions de parties jouées sur CrazyGames en août 2021.
Elle a également conclu des partenariats avec de grands éditeurs de jeux occasionnels tels que Playable Factory, Kwalee, Boombit, Voodoo, Homa, SayGames, YSO Corp, Matchingham Games, et bien d'autres.

## Parrainages
CrazyGames soutient activement le monde du développement des jeux en ligne, notamment en parrainant JS13kgames et Global Game Jam, et en donnant des conférences à Pocket Gamer Connects et à la Game Developers Conference,,,.

## Accueil
CrazyGames a été accueilli de façon généralement positive.
Wired l'a récompensé pour sa « très grande collection de jeux flash », reconnaissant ses efforts pour préserver et poursuivre l'héritage des jeux flash dans l'ère post-Flash.
Yahoo Lifestyle a fait l'éloge de sa « section puzzle prolifique ».
Sur TrustPilot, les utilisateurs lui attribuent une note de 4,5 avec plus de 800 commentaires.